# 千葉市立椎名小学校
千葉市立椎名小学校（ちばしりつ しいなしょうがっこう）は、千葉県千葉市緑区茂呂町582にある、公立小学校。通称は「椎名小」。

## 沿革
- 1873年 - 刈田子宝蔵寺に致広小学校を設立。
- 1889年 - 椎名村立椎名尋常小学校と改称。
- 1955年 - 千葉市立椎名小学校と改称。
- 2007年 - 特別支援学級（ひばり学級）開設。

## めざす子ども像
- やさしく
- かしこく
- たくましく